# Praia de Cacha-Prego
A praia de Cacha-Prego é uma das praias mais isoladas da Ilha de Itaparica, pertencente ao município de Vera Cruz. Seu acesso é feito pela rodovia BA-001, passando pelas localidades de Tairu, Aratuba e Berlinque.

## Descrição
A praia tem areias brancas, mar calmo e profundo de um lado e manguezais do outro e se concentra no extremo sul da ilha.
A água escura é devido ao contato com o rio e forte correnteza, é cercada por um coqueiral e tem vista para a Ponta do Garcez, que fica localizada no município de Jaguaripe, no continente. A praia é movimentada e dali saem passeios de barco para a região conhecida como Pantanal Baiano. Uma vila de pescadores também fica nos arredores desta praia.

## Expressão
A expressão "caixa prego", no sentido de lugar distante, seria uma referência à distância desta praia à capital Salvador